# Liside (dialogo)
Il Liside (in greco antico: Λύσις?) non è fra i più noti dialoghi di Platone, ma è probabilmente l'unico in cui viene messo in luce il concetto platonico di amicizia. In esso il filosofo, attraverso le parole del maestro Socrate, svolge una peculiare e cavillosa indagine per comprendere chi possa essere considerato amico e chi no, anche in base a ipotesi formulate precedentemente da altri filosofi (sebbene non esplicitamente menzionati).

## Amore e amicizia
Socrate sta percorrendo la strada che porta dall'Accademia al Liceo, quando viene fermato da Ippotale, Ctesippo e altri giovani, i quali lo invitano a unirsi a loro e accompagnarli al ginnasio, dove tiene lezione un tale Micco (sofista amico di Socrate, a noi sconosciuto) e potranno discutere in tranquillità. Prima di entrare, tuttavia, Socrate, che per un dono divino è in grado di riconoscere a prima vista un innamorato, vuole sapere da Ippotale chi, secondo lui, è il più bello tra i suoi compagni. Ippotale è però in imbarazzo, ed è Ctesippo a rispondere in sua vece, lamentando le eccessive lodi che egli canta in continuazione per il giovane Liside (203a-204d). A queste parole, Socrate rivolge a Ippotale un monito: non è bene lodare un amato prima di averlo conquistato, poiché in questo modo non si fa altro che insuperbirlo e renderlo più ostile alle attenzioni dell'innamorato; viceversa, bisogna lodare qualcuno solo dopo averne vinto i favori, poiché le lodi dell'amato suoneranno come un encomio per l'innamorato che è stato in grado di trarlo a sé (205e-206a).
Socrate, a questo punto, è curioso di incontrare questo giovane, e il suo desiderio viene esaudito quando, insieme a Ctesippo, entra nel ginnasio, dove Liside si distingue tra gli altri fanciulli per la sua eccezionale bellezza. Qui il filosofo viene raggiunto da Menesseno e da altri ragazzi, richiamando l'attenzione dello stesso Liside, che si unisce al gruppo. Socrate, vedendo tanti fanciulli e giovani attorno a sé, comincia a interrogarli, ma ben presto finisce col rivolgere le proprie domande a Liside, così da metterlo alla prova e valutarne la nobiltà d'animo (207b-c).
Socrate inizia domandando a Liside se i suoi genitori lo amino, e alla risposta affermativa del fanciullo chiede quali sarebbero i segni di questo amore. Sembra infatti che Liside non disponga di grandi libertà, poiché non gli è consentito guidare nessun carro (sia esso un carro da corsa o uno trainato da muli), e nemmeno può “guidare” sé stesso, ma deve sottostare alle decisioni del pedagogo: ma allora, domanda Socrate, come è possibile che i suoi genitori lo amino se non gli permettono di fare niente, ma anzi per le loro necessità si affidano a persone prezzolate o a schiavi? Sembrerebbe infatti che essi abbiano più fiducia dei loro schiavi che non del loro figlio, al quale, anzi, impongono molti padroni (207d-208e). In realtà, come lo stesso Socrate non tarda a dimostrare, a Liside non è consentito fare certe cose e nemmeno decidere per sé stesso, perché non ne è ancora in grado. Ogni compito viene infatti affidato a chi è saggio e competente in materia, e così a guidare i cavalli da corsa viene scelto un auriga, la città sceglie come propria guida le persone migliori, e anche Liside, il giorno che sarà sapiente, verrà chiamato a occuparsi dei beni di famiglia e dei suoi genitori, che gli affideranno le loro stesse persone. Chi è saggio e sapiente, dunque, ha molti amici, i quali lo amano proprio perché è sapiente e di conseguenza risulta utile e buono agli occhi di tutta la comunità (210a-d).

## La definizione dell'amicizia

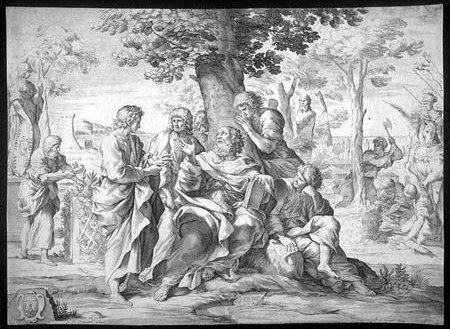
Johann Friedrich Greuter, Socrate e i suoi studenti, XVII secolo.

Terminata la discussione con Liside, fa il suo ritorno Menesseno, che si era allontanato perché chiamato dal maestro. Liside domanda a Socrate di rendere partecipe l'assente del ragionamento appena concluso, ma il filosofo declina, preferendo discutere di un nuovo argomento, lasciando che sia Liside, in un secondo momento, a riassumere i loro discorsi precedenti. Si entra così nel cuore del dialogo, che ha per oggetto la ricerca di una definizione per l'amicizia. L'amicizia, afferma infatti Socrate, è uno dei beni più belli che si possa desiderare, e lo stesso filosofo confessa di preferire un amico a qualsiasi ricchezza o bene materiale (211d-212a); tuttavia, Socrate ammette anche di non aver mai capito come una persona diventi amica di un'altra, e per questo motivo chiede l'aiuto di Menesseno, il quale, essendo amico di Liside, sembra esperto in materia.
La prima ipotesi di Menesseno consiste nell'identificare l'amicizia con l'amore: se qualcuno ama una persona, questa persona dovrà necessariamente ricambiare i sentimenti dell'altro. Questa tesi viene però liquidata rapidamente da Socrate, poiché sono noti a tutti i casi di innamorati non corrisposti dalle persone amate, le quali talvolta possono addirittura provare nei loro confronti odio o disprezzo: se fosse vero ciò, si dovrebbe concludere che si può essere amici di chi non è nostro amico, e quindi si può essere amico di un nemico, o viceversa essere nemico di un amico (212b-213d).
Socrate decide allora di affrontare la questione in modo diverso, dando tregua a Menesseno e chiamando in causa Liside. Citando Omero, secondo il quale «il dio conduce sempre il simile verso il simile», Socrate ipotizza che un individuo può essere amico solo di un altro a lui simile: i giusti infatti non sono amici degli ingiusti ma di altri giusti, e chi subisce ingiustizie non ama chi le compie; i malvagi, d'altra parte, non sono amici di altri malvagi, ma questo si spiega con il fatto che essi sono incostanti e mai identici a sé stessi (213e-214d). Tuttavia, che utilità può trarre un individuo da qualcuno che gli è simile e che quindi ha le sue stesse capacità? Un uomo buono, proprio perché buono, potrebbe bastare a sé stesso, senza aver bisogno di rivolgersi a un altro uomo buono – e non avendo bisogno di nulla, non aspirerebbe nemmeno ad avere un amico. Forse allora, ipotizza Socrate, aveva ragione Esiodo, secondo il quale ognuno è ostile al proprio simile: il vasaio è nemico degli altri vasai perché ne teme la concorrenza e ne prova invidia, mentre al contrario il povero sarà amico del ricco e il debole del forte, così da averne aiuto. Anche in natura, continua Socrate, gli opposti si attraggono e si nutrono l'uno dell'altro: così il secco cerca l'umido, il freddo il caldo, il vuoto il pieno e via dicendo – ma in questo modo si finisce ancora una volta con l'affermare che il giusto è amico dell'ingiusto, ritornando alla situazione scartata in precedenza (215c-216b).
«Dunque né il simile è amico del simile né il contrario è amico del contrario»: Socrate a questo punto tenta una nuova strada, ricordando a Liside che oltre a “buono” e “cattivo” esiste anche una via intermedia tra i due, ovvero tutto ciò che non è né buono né cattivo. Chi aspira al bene e al bello non è in sé né buono né cattivo, poiché se possedesse già in sé il bene non desidererebbe di possederlo, e così anche una persona sana non è amica del medico, mentre lo è il malato, il quale ha in sé un male e non è in grado di eliminarlo da solo. Allo stesso modo, amico del buono non può essere un altro buono (poiché gli sarebbe simile) né un cattivo (che gli è opposto), ma uno che non è né buono né cattivo (216c-218c). Sembra dunque che la discussione sia giunta a conclusione, e che si sia riusciti a definire chi è l'amico – ma così non è, e Socrate non tarda a dimostrarlo. Si è detto infatti che il malato è amico del medico per via della malattia, ma la malattia, causa dell'amicizia tra i due, è un male e quindi è nemica: ne risulta che ciò che non è né buono né cattivo diventa amico del bene a causa di un male, che gli è nemico. Oppure, forse, continua Socrate, malato e medico sono amici per via della medicina, che è una cosa amica; ma anche questa ipotesi deve essere accantonata, poiché i farmaci sono solo un mezzo e vengono scelti in vista della salute (219c-220b). Tuttavia, osserva ancora Socrate, gli uomini scelgono il bene perché vi è il male, e se il male non esistesse non avrebbe senso ricercare il bene; ma se ciò è vero, si nega quanto appena affermato, e cioè che l'amicizia non mira a cose utili, e inoltre si tornerebbe ad affermare che il giusto è amico dell'ingiusto.
Socrate tenta allora una nuova ed estrema strada per trovare la definizione di amicizia, andando a indagare sulla differenza di significato tra “affine” e “simile”; a questo punto, però, la discussione viene interrotta dai pedagoghi di Menesseno e Liside, i quali – un po' ebbri – insistono per riportare a casa i due ragazzi (223a-b). Il dialogo termina dunque con un nulla di fatto rivelandosi aporetico.